# (11409) Horkheimer
(11409) Horkheimer – planetoida z pasa głównego asteroid okrążająca Słońce w ciągu 5 lat i 253 dni w średniej odległości 3,19 j.a. Została odkryta 19 marca 1999 roku. Przed nadaniem nazwy planetoida nosiła oznaczenie tymczasowe (11409) 1999 FD9.